# 古華
古華（こか、1942年6月20日—）は、中華人民共和国の小説家。本名は羅鴻玉。代表作に小説『芙蓉鎮』。元湖南省作家協会副主席。

## 略歴
1942年、湖南省郴州市嘉禾県の農村で生まれる。兄は羅鴻奎。
1961年、郴州農業専科学校卒業。
1962年、処女短篇小説『杏妹』を発表。
1975年秋、郴州歌舞団の創作組担当創作員となる。
1978年、長篇小説『芙蓉鎮』を発表。1982年に同作品で中国文学の最高権威とされる茅盾文学賞を受賞。。
1980年、中国作家協会に入会、専業創作に従事。同年、北京市に転居。魯迅文学院で学ぶ。
1981年、短篇小説『爬滿青藤的木屋』が全国短篇小説賞を受賞。
1984年末、中国作家第四回代表大会で中国作家協会の理事に選ばれる。
1985年の春に湖南作家協会会員総会で湖南省作家協会の副主席に選ばれる。
1986年2月2日、故郷に帰って女優の劉暁慶などとの生活を体験する。
1987年秋、イギリスの翻訳家グラディス・ヤン（戴乃迭）の故郷を訪問する。
1988年、カナダのバンクーバーに移住し、イギリスに留学した女性編集者閻荘と結婚。

## 作品

### 長篇小説
- 『山川呼嘯』、1976年、湖南人民出版社
- 『芙蓉鎮』、1981年、人文出版社
  - 日本語版『芙蓉鎮』（杉本達夫・和田武司訳、「現代中国文学選集2」徳間書店、1987年10月）

### 中篇小説
- 『浮屠嶺』、1986年、中原農民出版社
- 『貞女』、1987年、香港香江出版公司
- 『霧界山伝奇』、1987年、上海文芸出版社

### 短篇小説
- 『莽川歌』、1978年、湖南人民出版社
- 『爬滿青藤的木屋』、1983年、人文出版社
- 『金葉木蓮』、1983年、福建人民出版社
- 『古華中短篇小説集』、1983年、湖南人民出版社
- 『礼俗』、1983年、文聯出版社
- 『姐姐寨』、1984年、花城出版社
- 『古華中篇小説集』、1985年、湖南人民出版社
- 『古華小説選』、1985年、四川文芸出版社
- 『古華獲賞小説集』、1985年、花城出版社

### 散文集
- 『在地球那一邊』、1984年、江西人民出版社
- 『我的聯邦德国之行』、1987年、文聯出版社
- 『我認識的韓素音』

### 文論集
- 『从小説到映画』、1986年
- 『小説創作花絮』、1986年、江西人民出版社

## 受賞
1981年、『爬滿青藤的木屋』、全国短篇小説賞。
1982年、『芙蓉鎮』、第一回茅盾文学賞。

## 映像化作品
謝晋の映画『芙蓉鎮』。古華の同名小説が原作。